# 右束支傳導阻滯
右束支傳導阻滯（Right bundle branch block，簡稱RBBB）是一類心臟電傳導系統阻滯疾病。乃肇因於心臟的右束支傳導阻斷，進而造成電訊號無法經由此途徑傳入右心室，而必須由來自左心室的訊號活化。

## 機轉
右束支傳導阻滯乃肇因於心臟的右束支傳導阻斷，進而造成電訊號無法經由此途徑傳入右心室，而必須由來自左心室的訊號活化。但來自左心室的電訊號必須經過心肌傳入，而此途徑的傳遞速度較原先的希氏束-浦金氏纖維路徑要慢，因此在心電圖上，患者的QRS複合波會較寬。同時，由於左心室的去極化速度快於右心室，因此在QRS波會產生心軸偏移的狀況。

大多是患者具有其他病因，但也有1.5-3%的在整體上相當健康的患者。

## 診斷
1. 窦房结
2. 房室结

右束支傳導阻滯的診斷需依賴心电图，有下列幾個診斷標準：
- 心室節律必須來自心室之上（即窦房结、心房，或房室结）
- QRS複合波時間需長於100毫秒（非完全阻斷），或120毫秒（完全阻斷）[3]
- V1導極有末期R波（如：R、rR'、rsR'、rSR'，或qR（英语：QRS complex）等波形）
- 第一導極和V6導極的S波寬淺

### 相關變化
- RBBB右胸前導極（V1、V2、V3）可能會有正常的T波倒置和ST段下降[4]，若T波無倒轉反而可能是心肌缺血或心肌梗塞。

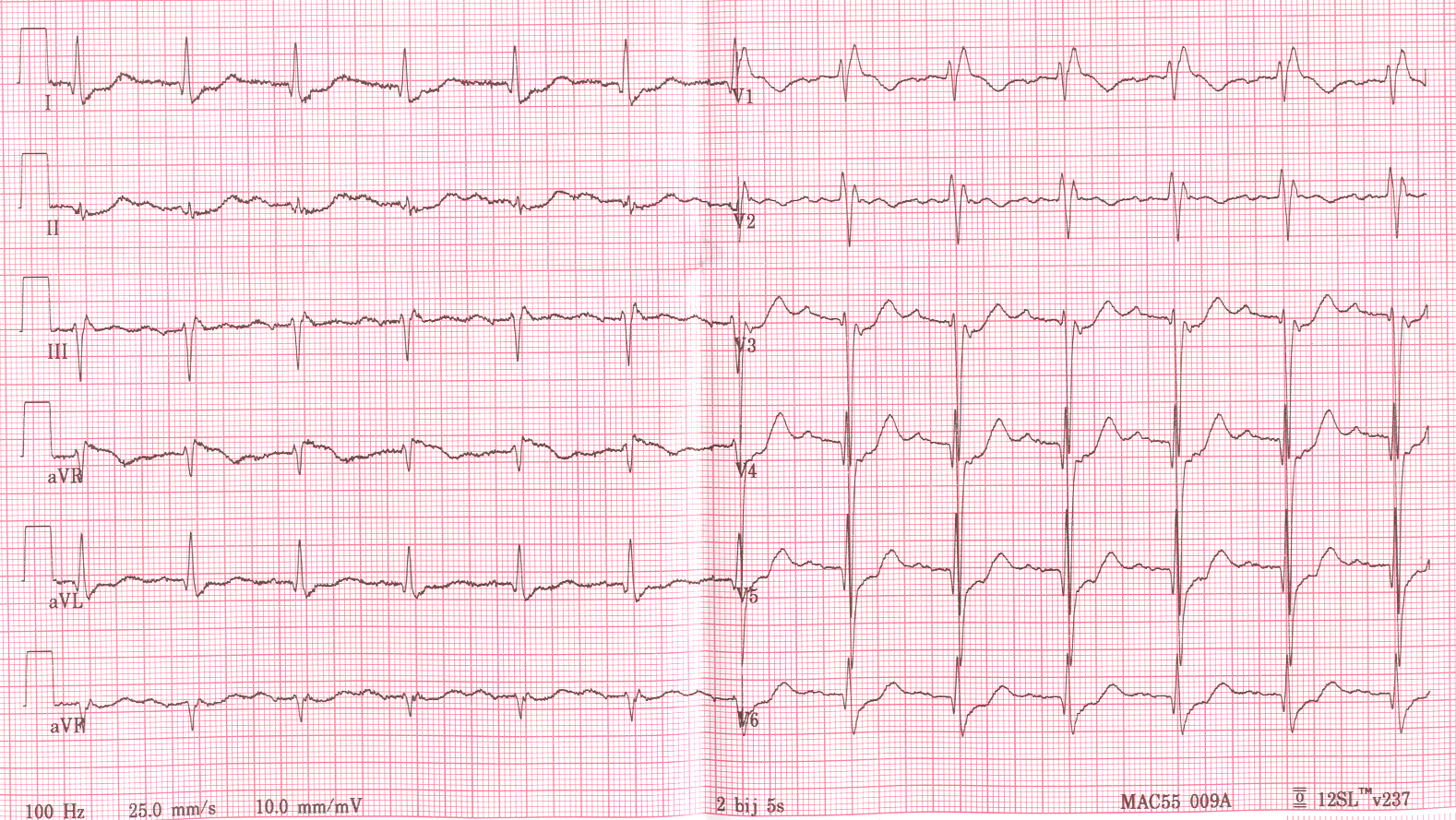
RBBB合併第一度房室阻斷
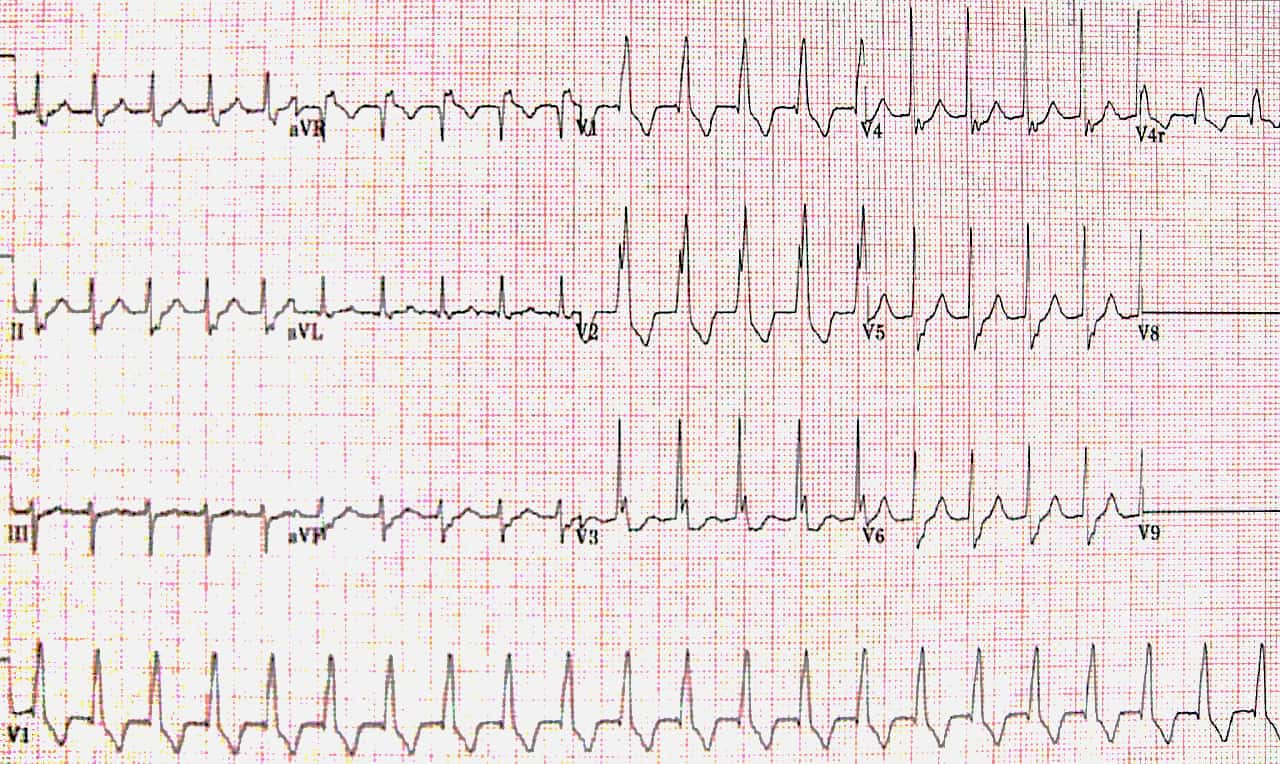
RBBB合併心搏過速
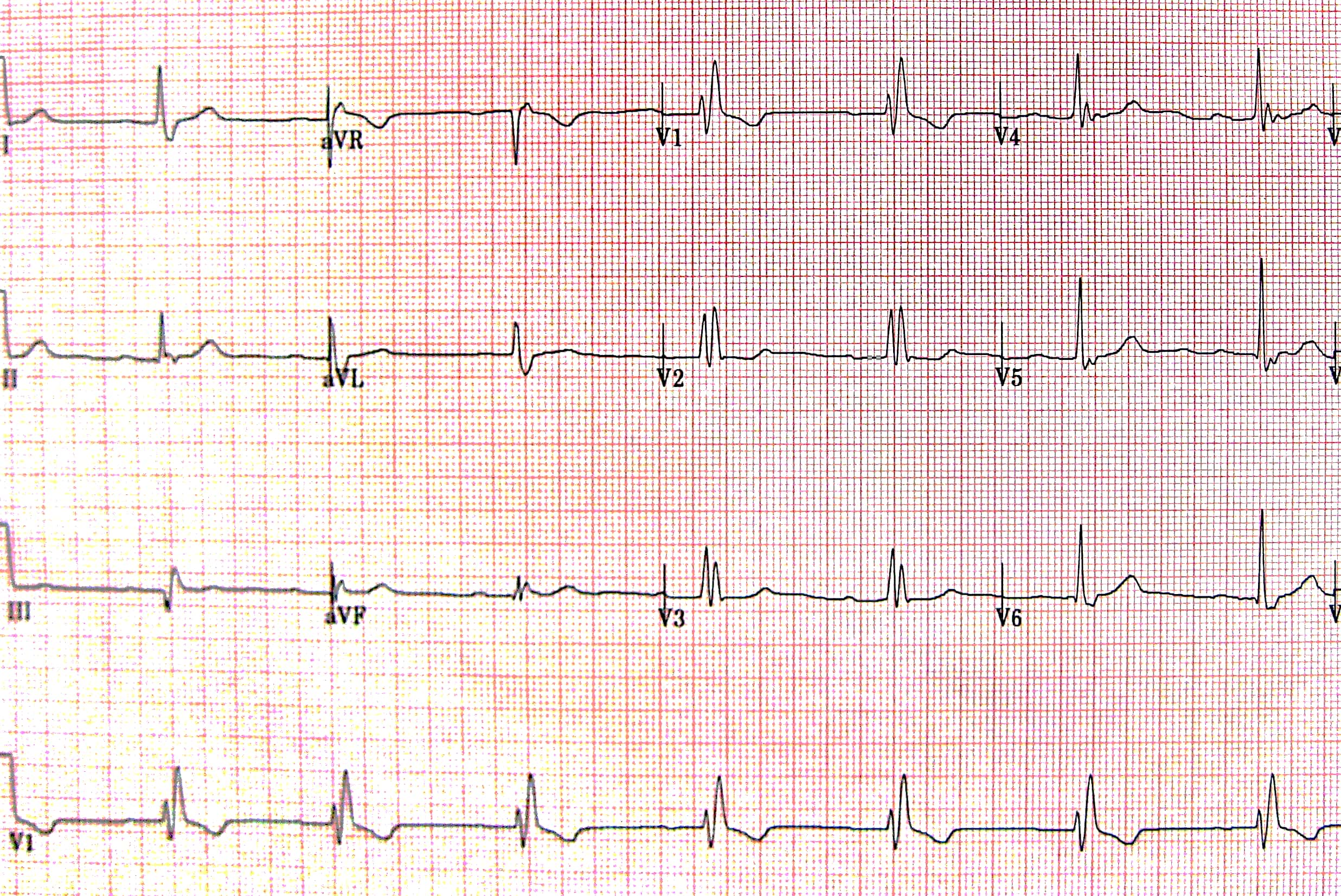
RBBB

## 病因
可能導致RBBB的疾病包含：心房中隔缺损、布魯格達氏症候群、右心室肥大、肺栓塞、缺血性心臟病、風溼熱、心肌炎、心肌病變，或高血壓等等。

## 流行病學
RBBB的盛行率隨年紀增加。

## 治療
若有潛在原因，需治療其潛在原因，如高血壓或糖尿病等等。若是因為冠狀動脈阻塞，則可進行血管再成形術，來改善RBBB的現象。